# 森野 (町田市)
森野（もりの）は、東京都町田市の町名。現行行政地名は森野一丁目から六丁目。一丁目〜五丁目は住居表示区域、六丁目は地番区域である。郵便番号は194-0022。

## 地理
町田市中部に位置する。東は原町田、中町、西は木曽東、南は神奈川県相模原市南区上鶴間本町、鵜野森、古淵、北は旭町と接している。

### 河川

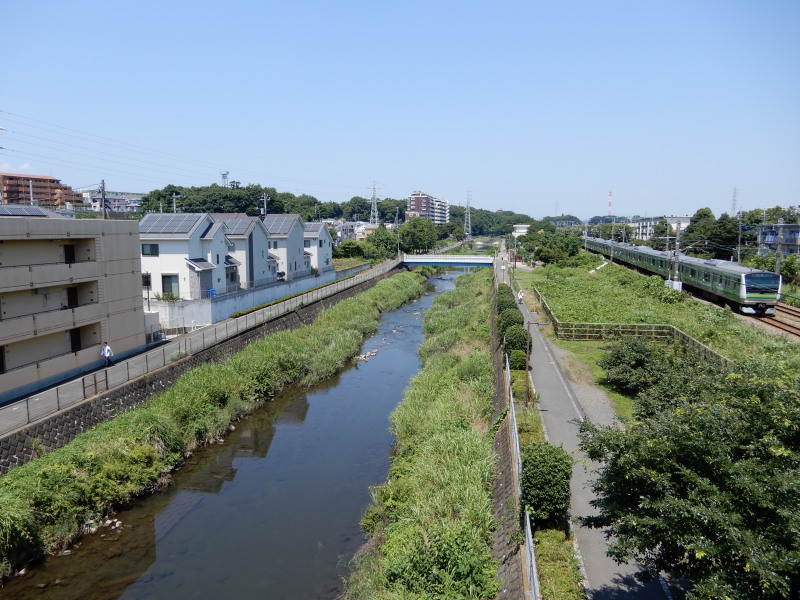
境川（町田市森野5丁目）

- 境川 - 神奈川県相模原市との都県境付近を流れる。

### 地価
住宅地の地価は、2014年（平成26年）1月1日の公示地価によれば、森野4-14-17の地点で20万3000円/m2となっている。

## 歴史
江戸時代は地頭旗本須藤氏の知行地であったと考えられる。絶えず知行地の入れ替わる地頭旗本の中で、江戸時代を通して森野村を知行地とした須藤氏は稀有な存在だという。現在は大部分が住宅地となっている。2012年7月に森野二丁目、町田市民ホールの西側にあった旧日米富士自転車 町田工場跡地に、町田市役所の新庁舎が完成した。

### 地名の由来
かつては「森村」と書いて「もりのむら」と読んだが、江戸時代頃から「野」の字を入れて「森野村」と称するようになった。或いは、かつては「森村」と称したが、本町田・原町田・木曽・森、4村の間の入会の草刈場・相之原のうち、森村に近い所を森野と称するようになったからともいう。

### 沿革
- 1868年（明治元年） - 森野村が武蔵知県事に属す。その後同年末までに東京府となるものの、多摩地域が横浜に居住する外国人の遊歩区域であるとの神奈川県知事陸奥宗光の上申により神奈川県に移管される。
- 1873年（明治6年）5月1日 - 区番組制により第八区二番組となる。
- 1874年（明治7年）6月15日 - 大区小区制により、第八大区三小区となる。
- 1878年（明治11年）7月22日 - 郡区町村制施行。神奈川県南多摩郡森野村となる。
- 1884年（明治17年）7月5日 - 連合戸長役場制により、森野村、原町田村、本町田村、南大谷村、金井村が5ヶ村連合となる。連合戸長役場は原町田村に置かれる。
- 1889年（明治22年）4月1日 - 町村制施行。森野村と原町田村・本町田村・南大谷村が合併し、南多摩郡町田村大字森野となる。
- 1893年（明治26年）4月1日 - 神奈川県のうち、西多摩郡、南多摩郡、北多摩郡を東京府に移管。東京府南多摩郡町田村大字森野となる。
- 1913年（大正2年）4月1日 - 町田村が町制施行し町田町となる。
- 1943年（昭和18年）7月1日 - 東京都制により、東京都南多摩郡町田町大字森野となる。
- 1954年（昭和29年）4月1日 - 町田町と南村が対等合併する。
- 1958年（昭和33年）2月1日 - 町田町、忠生村、鶴川村、堺村の1町3村が対等合併し、市制施行。町田市森野となる。
- 1964年（昭和39年）6月1日 - 森野、原町田、南大谷、金森、高ヶ坂のそれぞれ一部で住居表示を実施、原町田一～六丁目を新設。
- 1965年（昭和40年）7月1日 - 森野の一部で住居表示を実施、森野一〜二丁目を新設。
- 1966年（昭和41年）7月1日 - 森野の一部より森野三〜六丁目を新設。
  - 三～五丁目は住居表示区域、六丁目は地番区域。
- 2004年（平成16年）12月1日 - 神奈川県相模原市と境界の一部を変更。
- 2007年（平成19年）12月1日 - 木曽町の一部を森野四、六丁目に編入。
- 2013年（平成25年）12月1日 - 神奈川県相模原市と境界の一部を変更。
- 2019年（令和元年） - 森野一丁目を暴力団排除特別強化地域に指定[9]。

## 世帯数と人口
2018年（平成30年）1月1日現在の世帯数と人口は以下の通りである。
| 丁目       | 世帯数    | 人口     |
| ---------- | --------- | -------- |
| 森野一丁目 | 1,407世帯 | 2,511人  |
| 森野二丁目 | 1,734世帯 | 2,940人  |
| 森野三丁目 | 788世帯   | 1,628人  |
| 森野四丁目 | 1,031世帯 | 2,221人  |
| 森野五丁目 | 1,069世帯 | 2,246人  |
| 森野六丁目 | 674世帯   | 1,500人  |
| 計         | 6,703世帯 | 13,046人 |

## 小・中学校の学区
市立小・中学校に通う場合、学区は以下の通りとなる。
| 丁目       | 番・番地等          | 小学校                 | 中学校                 |
| ---------- | ------------------- | ---------------------- | ---------------------- |
| 森野一丁目 | 全域                | 町田市立町田第四小学校 | 町田市立町田第一中学校 |
| 森野二丁目 | 全域                | 町田市立町田第四小学校 | 町田市立町田第一中学校 |
| 森野三丁目 | 全域                | 町田市立町田第四小学校 | 町田市立町田第一中学校 |
| 森野四丁目 | 1〜17番             | 町田市立町田第四小学校 | 町田市立町田第一中学校 |
| 森野四丁目 | 18～49番            | 町田市立忠生第三小学校 | 町田市立町田第三中学校 |
| 森野五丁目 | 全域                | 町田市立町田第四小学校 | 町田市立町田第一中学校 |
| 森野六丁目 | 1～192番 196～468番 | 町田市立町田第四小学校 | 町田市立町田第一中学校 |
| 森野六丁目 | 193～195番          | 町田市立忠生第三小学校 | 町田市立町田第三中学校 |

## 交通

### 鉄道
- 東日本旅客鉄道（JR東日本）・小田急電鉄

横浜線・小田急小田原線：町田駅

### 路線バス
- 町田バスセンター

### 道路・橋梁
- 東京都道47号八王子町田線（旧町田街道・栄通り）
- 神奈川県道・東京都道52号相模原町田線（鎌倉街道）
  - 住吉橋
  - 森野橋
- 町田駅前通り
- 森野中町大通り
- 境川自転車歩行者専用道路（境川ゆっくりロード）

## 施設
官公署
- 町田市役所
- 町田簡易裁判所
- 町田合同庁舎
  - 町田区検察庁
  - 法務省東京法務局町田出張所

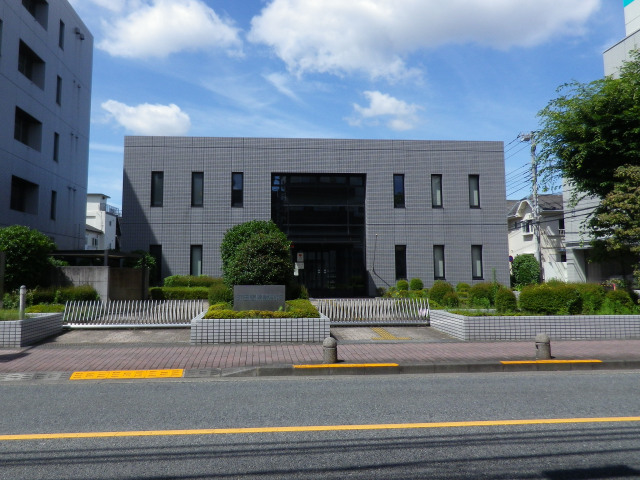
町田簡易裁判所

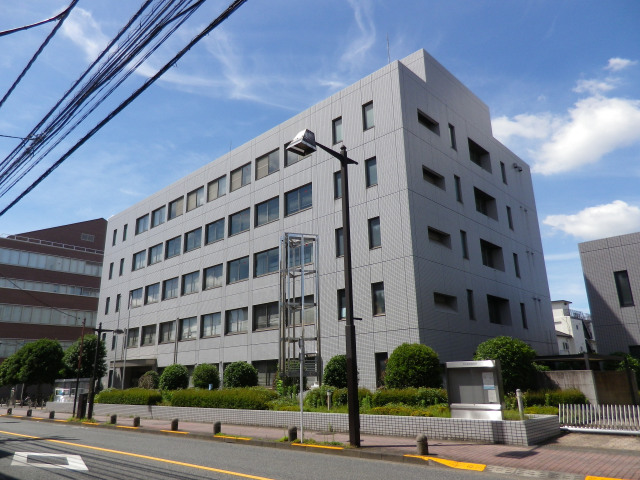
町田合同庁舎

  - 厚生労働省東京労働局八王子労働基準監督署町田支署
  - 厚生労働省東京労働局町田公共職業安定所（ハローワーク町田）
- ハローワーク町田 森野ビル庁舎（分庁舎）

文化
- 町田市民ホール

教育
- 小学校
  - 町田市立町田第四小学校
- 高等学校（通信制課程）

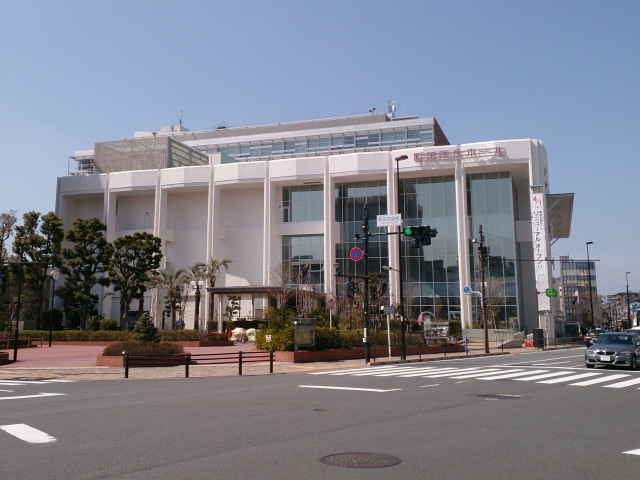
町田市民ホール

  - 大原学園 美空高等学校町田キャンパス（旧・大原簿記医療秘書公務員専門学校町田校2号館）[11]
- 専修学校
  - 町田デザイン&建築専門学校
  - アルファ医療福祉専門学校
  - 学校法人大原学園 東京町田歯科衛生学院専門学校（旧・大原簿記医療秘書公務員専門学校町田校本館[12]）

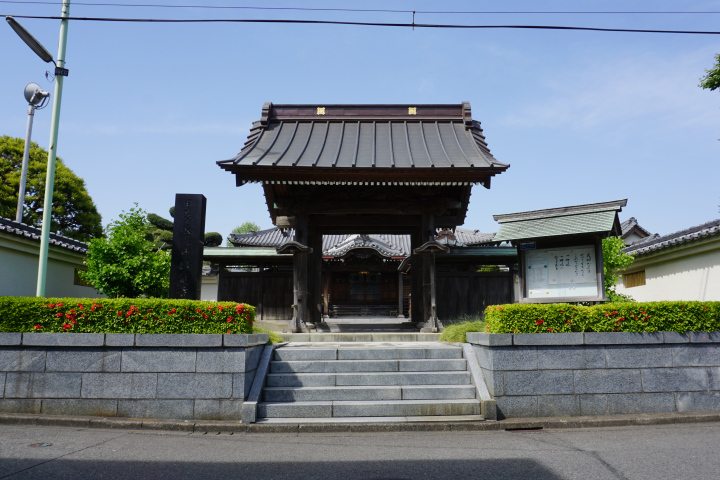
妙延寺

商業
- 西友町田店
- マツモトキヨシ町田北口店
- ラウンドワン町田店
- フードワン森野店
  - ダイソー
  - パシオス
- オーケー町田森野店
- スギ薬局町田森野店

ホテル
- ホテルリソル町田
- ホテル町田ヴィラ
- ホテルリブマックス町田駅前

郵便局
- 町田森野郵便局

金融機関
- みずほ銀行 町田支店
- みずほ信託銀行 町田支店
- 横浜銀行 町田支店
- 中央労働金庫 町田支店

農業協同組合
- JA町田市 本店・町田支店

神社・寺
- 妙延寺
- 森野住吉神社